# Combretum stefaninianum
Combretum stefaninianum là một loài thực vật có hoa trong họ Trâm bầu. Loài này được Pamp. mô tả khoa học đầu tiên năm 1915.